# Conrad Bain
Conrad Stafford Bain (Lethridge, Alberta, 4. veljače 1923. – Livermore, Kalifornija, 14. siječnja 2013.) američki kazališni, televizijski i filmski glumac. Najviše je bio zapamćen po ulogama u američkim serijama engl. "Diff'rent strokes" (1978-1986) i engl. "Maude" (1972-1978). Rodio se u Lethridge, Alberta. Glumom se bavio od 1952. do 2011. godine. Umro je u Livermore u Kaliforniji. 

## Vanjske poveznice
- Conrad Bain u internetskoj bazi filmova IMDb-u (engl.)